# La Voiture qui est revenue de la mer
Pour plus de détails, voir Fiche technique et Distribution.
La Voiture qui est revenue de la mer est un film d'animation de court métrage suisse réalisé par Jadwiga Kowalska, sorti en 2023.

## Fiche technique
- Titre original : The Car That Came Back from the Sea
- Titre polonais : Samochód, który wrócił z morza
- Réalisation : Jadwiga Kowalska
- Scénario : Jadwiga Kowalska
- Animation : Jadwiga Kowalska, Marco Ellensohn, Jérémie Dupraz et Laure Clemansaud
- Musique : Christian Aregger et Roland Bucher
- Son :
- Production : Jadwiga Kowalska
- Sociétés de production : SRF
- Sociétés de distribution : Miyu Distribution
- Pays d'origine :  Suisse
- Langue originale : polonais
- Format : couleur
- Genre : animation
- Durée : 10 minutes 48 secondes
- Dates de sortie :
  - Suisse : 7 novembre 2023 (Winterthour)
  - France : 10 juin 2024 (Annecy)

## Distinctions
- Festival international du film d'animation d'Annecy 2024 : Prix du jury et prix France TV pour un court métrage.